# Brigata corazzata speciale "Babini"
La Brigata corazzata speciale (conosciuta anche come Brigata corazzata speciale "Babini", dal nome del suo comandante, generale Valentino Babini) era una unità meccanizzata di circostanza, istituita in fretta il 25 novembre 1940 in Nordafrica dal comando superiore in Libia del maresciallo Graziani per trasformazione dal Comando Carri Armati della Libia e con il concorso del Comando del 1º Reggimento fanteria carrista fatto affluire dalla madrepatria, al fine di raggruppare operativamente le varie unità corazzate separate presenti nel teatro in modo da costituire una formazione sufficientemente mobile e potente per poter contrastare le efficienti e pericolose unità meccanizzate britanniche della Western Desert Force.

## Storia
Allo scoppio della seconda guerra mondiale nel settembre 1939, le forze italiane in Africa settentrionale non disponevano di forze corazzate. Il Regio Esercito aveva costituito nel 1939 tre divisioni corazzate, ancora equipaggiati con carri leggeri L3/35 che avevano dimostrato carenze nella guerra d'Etiopia e nella guerra civile spagnola. Nessuna delle divisioni corazzate era stata dislocata in Libia, dove le unità blindate a disposizione erano due battaglioni di CV35, il XX Battaglione carri L e il XXI Battaglione carri L, dislocati rispettivamente in Tripolitania e in Cirenaica: erano stati strutturati per l'eventuale formazione di due battaglioni aggiuntivi ciascuno in caso di mobilitazione, utilizzando veicoli già dislocati in Africa settentrionale, dove nello stesso anno fu trasferito il IX Battaglione carri L. Compiti di questi battaglioni erano l'esecuzione di missioni di sicurezza e di ricognizione e di agire come veicoli di supporto per la fanteria.
Con l'entrata in guerra dell'Italia nel giugno 1940 vennero costituiti per mobilitazione quattro battaglioni carri leggeri, equipaggiati con carri leggeri L3/35, il LX e il LXI, costituiti dal XX Battaglione carri per la Divisione "Sabratha" e il LXII e LXIII, costituiti dal XXI Battaglione carri per la Divisione "Marmarica"; venne deciso di inviare il I e II battaglione carri medi di M11/39 del 32º Reggimento fanteria carrista della 132ª Divisione corazzata "Ariete" che furono utilizzati per mobilitare il 4º Reggimento fanteria carrista. Tali due battaglioni giunsero in Africa settentrionale nel luglio 1940; una compagnia del II battaglione vanne assegnata al Raggruppamento sahariano "Maletti".
In previsione dell'Invasione dell'Egitto, c'era la necessita di un gruppo tattico blindato per la 10ª Armata e il 15 agosto 1940 venne ordinata la creazione di una colonna celere corazzata la cui prevista organizzazione proposta era la seguente:
- Comando
- 1 battaglione motociclisti articolato su due compagnie
- 2 battaglioni carri L
- 1 battaglione + 1 compagnia carri M
- 2 gruppi artiglieria (ciascuno con due batterie 75/27)
- 1 batteria di Breda 20/65 Mod. 1935 da 20 mm
- 1 compagnia da 47/32 Mod. 1935 da 47 mm
- 1 sezione radio (six RF 3C and one R4A)
- 1 plotone artieri
- 1 plotone chimico con nebbiogeni
- 4 ambulanze

Nonostante fosse una piccola forza, risultava ben equilibrata, ma quattro giorni dopo il maresciallo Graziani ritenne più opportuno la formazione di una "riserva corazzata" sotto il "Comando carri armati della Libia" al comando dal generale di brigata Valentino Babini, articolata in due raggruppamenti, ognuno con un battaglione carri medi e tre battaglioni di carri leggeri; l'ordine di battaglia previsto per il Comando Carri Libia era il seguente:
- 1º Raggruppamento carri (Colonnello Pietro Aresca)
  - I Battaglione carri M11/39 / 4º Reggimento fanteria carrista
  - XXI Battaglione carri L3/35 (dal XXI Corpo d'armata)
  - LXII Battaglione carri L3/35 (dalla 62ª Divisione fanteria "Marmarica")
  - LXIII Battaglione carri L3/35 (dalla 63ª Divisione fanteria "Cirene")
- 2º Raggruppamento carri (Col. Antonio Trivioli)
  - II Battaglione carri M11/39 / 4º Reggimento fanteria carrista già del 32º Reggimento fanteria carrista (meno una compagnia)
  - IX Battaglione carri L3/35 (dalla 2ª Divisione libica)[3]
  - XX Battaglione carri L3/35 (dal XX Corpo d'armata)
  - LXI Battaglione carri L3/35 (dalla 61ª Divisione fanteria "Sirte")

Nessuno di questi raggruppamenti ha operato al completo; venne creato una battaglione carri misto costituito da una compagnia carri M del II battaglione e una compagnia carri L del LX battaglione destinato al Raggruppamento sahariano "Maletti", mentre il LX battaglione carri L (meno uno compagnia) avrebbe operato con il XXI Corpo d'armata e molti degli altri battaglioni sarebbero stati aggregati alle formazioni di fanteria e alle colonne mobili durante le operazioni.
Destinati ad operare con il Raggruppamento erano ad esso aggregati:
- un "Battaglione misto carri armati" su:
  - una compagnia/II Battaglione carri M11/39 / 4º Reggimento fanteria carrista
  - una compagnia/LX Battaglione carri L3/35

A disposizione per essere impiegato dal XXI Corpo d'Armata rimaneva il
- LX Battaglione carri L3/35 (meno una compagnia)

Gli scontri fra le unità italiane e quelle britanniche durante l'avanzamento a Sidi Barrani di settembre hanno ancora una volta evidenziato le carenze delle forze corazzate italiane e dopo l'occupazione di Sidi Barrani con la pianificazione per l'attacco su Marsa Matruh sollevò ancora una volta la questione della creazione di una grande formazione blindata.
L'arrivo dalla madrepatria del III battaglione carri M approntato dal 32º reggimento carristi, equipaggiato di 37 M13/40 a fine settembre significava che le forze italiane avevano la teorica possibilità di affrontare i Crusader britannici. Altri rinforzi previsti comprendevano il 10º Reggimento bersaglieri ed un altro battaglione M13/40, il V battaglione carri M, giunto in Africa settentrionale all'inizio di dicembre, anch'esso proveniente dal 32º reggimento carri.
Il 18 novembre 1940 il Comando Superiore FF.AA. Africa Settentrionale ha emesso l'ordine di costituzione dalla "brigata corazzata speciale", costituita il 25 novembre 1940, nella zona di Marsa Lucch, al comando del Generale carrista Babini che subentrò, dal giorno 22 dicembre 1940, al Generale di brigata Alighiero Miele che ne aveva assunto il comando ad interim all'atto della costituzione, in attesa del rientro dall'Italia del Generale Babini, la cui struttura prevista era la seguente:
- Comando brigata
  - Stato Maggiore
  - 10º Reggimento bersaglieri, articolato su Compagnia Comando, tre battaglioni bersaglieri e una Compagnia 47/32
  - Battaglione motociclisti, articolato su Compagnia Comando e tre compagnie motociclisti
  - Comando carri
    - Comando
    - 17ª compagnia motociclisti (meno un plotone)
    - 4º Reggimento fanteria carrista
      - Comando
      - XXI battaglione carri L
      - I battaglione carri M (M11/39)  su due compagnie carri per un totale di 31 M11/39 tutti privi di radio.
      - II battaglione carri M (M11/39) su due compagnie carri per un totale di 36 M11/39 tutti privi di radio.
      - batteria da 20mm
      - Plotone Nebbiogeno

    - Reggimento misto carrista
      - Comando
      - LXI battaglione carri L
      - III battaglione carri M (M13/40) su due compagnie carri per un totale di 37 M13/40 tutti privi di radio.
      - compagnia 47/32 autocarrata (dal 55º Reggimento fanteria costiera)
      - compagnia 47/32 autocarrata stanziale

  - 12º Reggimento artiglieria
    - Comando

  - Gruppo 75/27 (2 batterie dal 12º Reggimento artiglieria per divisioni di fanteria
    - Gruppo 75/27CK (2 batterie dalla 1ª Divisione CC.NN. "23 marzo")
    - Gruppo 100/17 Mod. 1914 (2 batterie dalla 63ª Divisione fanteria "Cirene")
    - N° 2 batterie da 20mm (1 batteria dalla 63ª Divisione fanteria "Cirene")

  - Compagnia mista genio
  - Plotone artieri d'arresto (dal Comando Superiore del Genio)
  - Plotone radio/trasmissioni (dal Comando Superiore del Genio)
  - Reparto sezione sussistenza
  - Reparto sezione sanità
  - Autogruppo

Questo reparto speciale, mobile e composito, formato in previsione di un attacco inglese, variava per i reparti che comprendeva più per la disponibilità che per l’esigenza e la sua struttura alla data del 1º dicembre 1940 era la seguente:
- I Battaglione carri medi M11/39 (I/32°)
- III Battaglione carri medi M13/40 (III/32°)
- V Battaglione carri medi M13/40 (V/32°)
- XXI Battaglione carri leggeri L3/35
- LX Battaglione carri leggeri L3/35
- Battaglione di Bersaglieri motociclisti
- Gruppo artiglieria 75/27
- Gruppo artiglieria 100/17
- Compagnia motociclisti

Il reparto disponeva occasionalmente di uno squadrone autoblindo che non era però equipaggiato con autoblindo AB40, ma con autoblindo ottenute localmente smontando le vecchie autoblindo di tipo Tripoli dal loro chassis e rimantandole sugli autotelai di autocarri Fiat-SPA 38R, con le torrette che vennero aperte superiormente e vi vennero installate mitragliatrici Breda-SAFAT da 12,7 mm smontate dagli aerei fuori uso della Regia Aeronautica; tali mezzi vennero assegnati alla protezione antiaerea della Brigata corazzata speciale "Babini".
Con questo organico la Brigata corazzata speciale fu disposta a Marsa Lucch e lungo l'area litoranea.
La situazione operativa sul campo precipitò in modo catastrofico con l'inizio della offensiva britannica del 9 dicembre e con il crollo delle forze italiane, che impedì la metodica organizzazione dei reparti che in parte vennero impiegati isolatamente e distrutti a Bug-Bug (due battaglioni di carri L) e a Bardia (un battaglione di carri L e la 1ª Compagnia del III Battaglione carri M13/40).

Carri medi M13/40 di una formazione corazzata italiana in Libia nel 1941

Dopo le gravi sconfitte italiane a Sidi Barrani e Bardia, ai residui reparti della Brigata corazzata speciale (due battaglioni di carri M13, uno di carri M11, due di carri L e il battaglione bersaglieri, con 57 carri M e 25 carri L), vennero integrati altri reparti cosicché, all'inizio di gennaio del 1941, la Brigata Corazzata Speciale ebbe, oltre al Comando, la seguente struttura:
- III Battaglione carri medi M13/40
- V Battaglione carri medi M13/40
- LX Battaglione carri leggeri L3/35
- 12º Reggimento artiglieria "Sila" (ex "Savona")
- Battaglione di Bersaglieri motociclisti
- 10º Reggimento bersaglieri motorizzato
- Squadrone autoblindo formato da vecchi Fiat-Terni Tripoli

Il 23 gennaio 1941 la Brigata corazzata speciale fu dislocata a sud del quadrivio di El Mechili con l'ordine di frenare un'avanzata avversaria tendente a tagliare l'interno dell'altopiano cirenaico. I reparti della Brigata corazzata speciale vennero finalmente impiegati in massa il 24 e il 25 gennaio 1941 a El Mechili dove dimostrarono efficienza e coraggio, affrontando la 4ª Brigata corazzata britannica (dotata di circa 70 carri Cruiser), infliggendo gravi perdite e fermando l'avanzata nemica.
Gli inglesi rimasero sorpresi dal vigore dei contrattacchi dei carri armati della "Brigata Babini", e anche dalla pericolosità dei cannoni da 47/32 Mod. 1935 degli M13/40; l'intervento dei reparti anticarro permise infine di controllare la situazione e contenere il nemico.
Nel settore Berta-Mechili furono impiegati il Battaglione bersaglieri motociclisti, 65 carri M13/40, 28 carri L3/35, 6 autoblindo, 20 cannoni da campagna, 8 cannoni controcarro 47/32, 8 mitragliere da 20/65 più i servizi; oltre alla suddetta Brigata "Babini" nel settore erano presenti l'85º e l'86º Reggimento fanteria "Sabratha", 1 Compagnia di bersaglieri motociclisti, 14 mitragliere da 20/65 , 12 cannoni controcarro 47/32, 15 batterie da campagna, 2 compagnie mitraglieri più i servizi.
Dopo questo primo scacco, le forze britanniche si raggrupparono e, con l'afflusso dell'altra brigata corazzata dei "Topi del deserto"(la 7ª Brigata), manovrarono per aggirare e accerchiare la Brigata Speciale posizionata a El Mechili, che, dopo aver mantenuto il contatto con l'avversario sino al 26 gennaio, per sottrarsi all'avvolgimento da parte della 7ª Divisione corazzata britannica, fu costretta a ripiegare verso Bengasi, attraverso il Gebel el-Achdar.
La Brigata Corazzata Speciale combatté ancora valorosamente a Beda Fomm, tentando disperatamente di aprire un varco per le altre forze italiane appiedate in ritirata con le seguenti unità:
- III Battaglione carri medi M13/40
- V Battaglione carri medi M13/40
- 12º Reggimento artiglieria "Sila" con un gruppo da 100/17 e un gruppo da 75/27
- batteria da 105/28
- batteria da 75/27
- LXI Battaglione carri L3/35
- plotone motociclisti

La brigata disponeva di quattro camionette (una Morris riarmata con Breda-SAFAT da 12,7 mm e una mitragliatrice Bren e due Rolls-Royce armamento similare di preda bellica e una Fiat 15) e un esemplare di autoblindo AB40 del battaglione "Romolo Gessi" della Polizia dell'Africa italiana.
I tentativi fallirono di fronte allo sbarramento anticarro inglese della "Combe Force" e della 7ª Divisione corazzata; i carri Cruiser britannici, in superiorità numerica e manovrati con ordine e abilità, ebbero il sopravvento e rivendicarono, con poche perdite, oltre 50 carri italiani distrutti. La Brigata Speciale venne praticamente annientata e gran parte delle truppe italiane caddero prigioniere; lo stesso generale Babini, che si era battuto coraggiosamente, venne catturato sul campo di battaglia di Beda Fomm.
Terminava in questo modo la breve e drammatica esistenza di questa formazione corazzata, la prima unità meccanizzata organica italiana costituita in Nord Africa. Organizzate in fretta per fronteggiare una situazione già gravemente compromessa, le unità mobili italiane, al tempo ancora scarsamente dotate di mezzi corazzati adeguati (i carri M13 erano numericamente pochi) e di scarni supporti logistici, si batterono contro i mobilissimi e ben manovrati reparti britannici contrastandoli validamente sino ai limiti del possibile. Il loro impiego disorganico e con scarso criterio strategico influì negativamente sul risultato finale della disastrosa campagna e le unità finirono per essere inutilmente sacrificate nello scontro finale di Beda Fomm del 7 febbraio 1941, anche se molti elementi continuarono a combattere sino a metà del 1941.

## Comandanti
Generale di brigata spe Alighiero Miele (25 novembre - 21 dicembre 1940);
Generale di brigata spe Valentino Babini (22 dicembre 1940 - 7 febbraio 1941).